# Pieter-Jan Broekx
Pieter-Jan Broekx (Erpekom (Grote-Brogel), 7 maart 1881 - Hasselt, 3 oktober 1968) was een Vlaams priester-senator. Hij bouwde de christelijke arbeidersbeweging uit in de Belgische provincie Limburg.

## Levensloop

### Studies
Pieter-Jan Broekx werd geboren als oudste zoon in een boerenfamilie. Hij liep lagere school in Grote-Brogel waar de Boerengilde reeds sterk uitgebouwd was en kwam zo al op jonge leeftijd in contact met de sociale beweging.
De eerste vier jaar van zijn secundair onderwijs deed Broekx in het Sint-Lambertuscollege van Peer, een van de meest vernederlandste scholen in Limburg waar enkele jaren voordien de voorbereidende gesprekken hadden plaatsgevonden voor de oprichting van de Belgische Boerenbond. De laatste twee jaar van zijn secundair onderwijs voltooide Broekx aan het Sint-Jozefscollege van Hasselt.
In oktober 1900 startte Broekx zijn priesteropleiding aan het kleinseminarie te Sint-Truiden en voltooide ze aan het grootseminarie van Luik. Op 16 april 1905 werd Broekx door bisschop Rutten tot priester gewijd. Tijdens zijn priesteropleiding werd hij een van de leiders van de Limburgse Studentenbond.

### Broekx als priester
In oktober 1905 werd Broekx tot priester-leraar benoemd aan het Sint-Jozefscollege te Hasselt. Eerst was hij er surveillant en vanaf 1907 werd Broekx leraar Nederlands.
Broekx werd lid van het Leesgezelschap Hasselt dat de intellectuele, rijke en Vlaamsgezinde burgers van de stad groepeerde. Hij werd er al vlug een begenadigd redenaar, vooral over sociale en maatschappelijke onderwerpen. Broekx was verder ook actief in het Davidsfonds van Hasselt en werd in 1911 lid van de Zuidnederlandse Maatschappij voor Taalkunde.
Ondertussen trok Broekx vanaf 1906 samen met Emiel Vliebergh, de juridisch adviseur van de Belgische Boerenbond, door het land als spreker en propagandist om de boeren te overtuigen van een samenwerking in een gestructureerde Boerenbond.

### Broekx als voorman van de christelijke arbeidersbeweging
In 1913 werd Pieter-Jan Broekx benoemd tot algemeen bestuurder van het Secretariaat van Godsdienstige en Maatschappelijke Werken voor Limburg. Broekx ging in heel de provincie de oprichting van plaatselijke werkliedenbonden propageren en pleitte voor een samenwerking tussen deze bonden in een provinciale organisatie. Tijdens de Eerste Wereldoorlog viel de sociale beweging stil en Broekx bezon zich gedurende deze vier jaar over hoe Limburg op sociaal vlak diende te evolueren met behoud van de christelijke waarden.
Dadelijk na de oorlog gaf Broekx Ons Limburg uit, een algemeen katholiek nieuwsblad dat een stand gaf van de maatschappelijke ontwikkelingen op dat moment. Het blad verscheen voor het eerst op 24 november 1918 en het programma van het blad was voor die tijd zeer Vlaamsgezind; het pleitte voor het gebruik van het Nederlands in Vlaanderen in onderwijs, bestuur, gerecht en leger. Ons Limburg werd de spreekbuis van de Limburgse katholieke flaminganten, die zich verenigden in de Katholieke Vlaamsche Bond van Limburg. 
In 1920 richtte Broekx de Limburgse Coöperatie op die ging samenwerken met de coöperatie L'Economie die tien jaar eerder was opgericht als coöperatie van de bakkers en later ook de kruidenierswinkels omvatte. Deze winkels werden de kern van de plaatselijke werkliedenbonden. L'Economie zorgde vooral voor het commerciële aspect terwijl de Limburgse Coöperatie vooral sociaal actief was en de propaganda verzorgde.
Door de oprichting van de Limburgse Werkliedenbond in 1921 kwam een overkoepelende structuur in de provincie Limburg tot stand die Broekx beschouwde als de kern van de christelijke sociale instellingen. In juli 1921 werd het Algemeen Christelijk Werknemersverbond opgericht waarin de Limburgse Werkliedenbond opgenomen wordt. Broekx zou vanaf dan de ACW-voorman voor de provincie Limburg worden. Hij genoot de steun van de bisschop van Luik en werd datzelfde jaar tot erekanunnik benoemd. In 1938 werd Broekx benoemd tot huisprelaat van de Paus.

### Broekx als senator
In december 1921 werd Broekx door de provincieraad van Limburg verkozen tot provinciaal senator. Vanaf 1929 werd hij gecoöpteerd senator en dit zou hij blijven tot in 1953. In de Senaat hield Broekx zich vooral bezig met de sociale problematiek, de mijnbouw en de Vlaamse vraagstukken zoals de vernederlandsing van de Rijksuniversiteit Gent. Hoewel Broekx een afkeer had aan het Vlaams-nationalisme, bleef hij zich inzetten voor de Vlaamse zaak. In het midden van de jaren 1930 was hij bijvoorbeeld actief in de parlementaire Taalgrenscommissie en in de jaren 1950 ijverde hij voor de vernederlandsing van de Limburgse mijnindustrie. 

### Na de Tweede Wereldoorlog
Na de Tweede Wereldoorlog hielp Monseigneur Broekx mee aan de heropbouw van de christelijke arbeidersbeweging in Limburg. Hij was een veelgevraagd spreker en was een belangrijk adviseur van de bisschop van Luik. Tijdens de Schoolstrijd tussen 1954 en 1958 mengde hij zich meermaals in de debatten.
Pieter-Jan Broekx stierf te Hasselt in 1968. De straat te Peer waaraan zijn geboortehuis, de zogenaamde Hoeve Broekxhof, ligt en het plein voor het station van Hasselt waaraan het gebouw van het ACW ligt, zijn naar hem vernoemd.

## Titels en onderscheidingen
- 1921: erekanunnik
- 1938: huisprelaat van de Paus
- 1954: Doctoraat Honoris Causa in de toegepaste economische wetenschappen aan de Katholieke Universiteit Leuven.

## Archief
Het archief van Pieter-Jan Broekx wordt bewaard in het KADOC aan de Katholieke Universiteit Leuven.